# Ophion brevicornis
Ophion brevicornis là một loài tò vò trong họ Ichneumonidae.